# Бовен-Леувен
Бовен-Леувен (нід. Boven-Leeuwen) — село в нідерландській провінції Гелдерланд. Входить до муніципалітету Вест-Мас-ен-Вал.
Історично є населеною протестантами частиною колишнього села Леувен. Назву Бовен-Леувен отримало 1986 року, паралельно з тим, як католицька частина населеного пункту стала офіційно іменуватися Бенеден-Леувен.

## Галерея

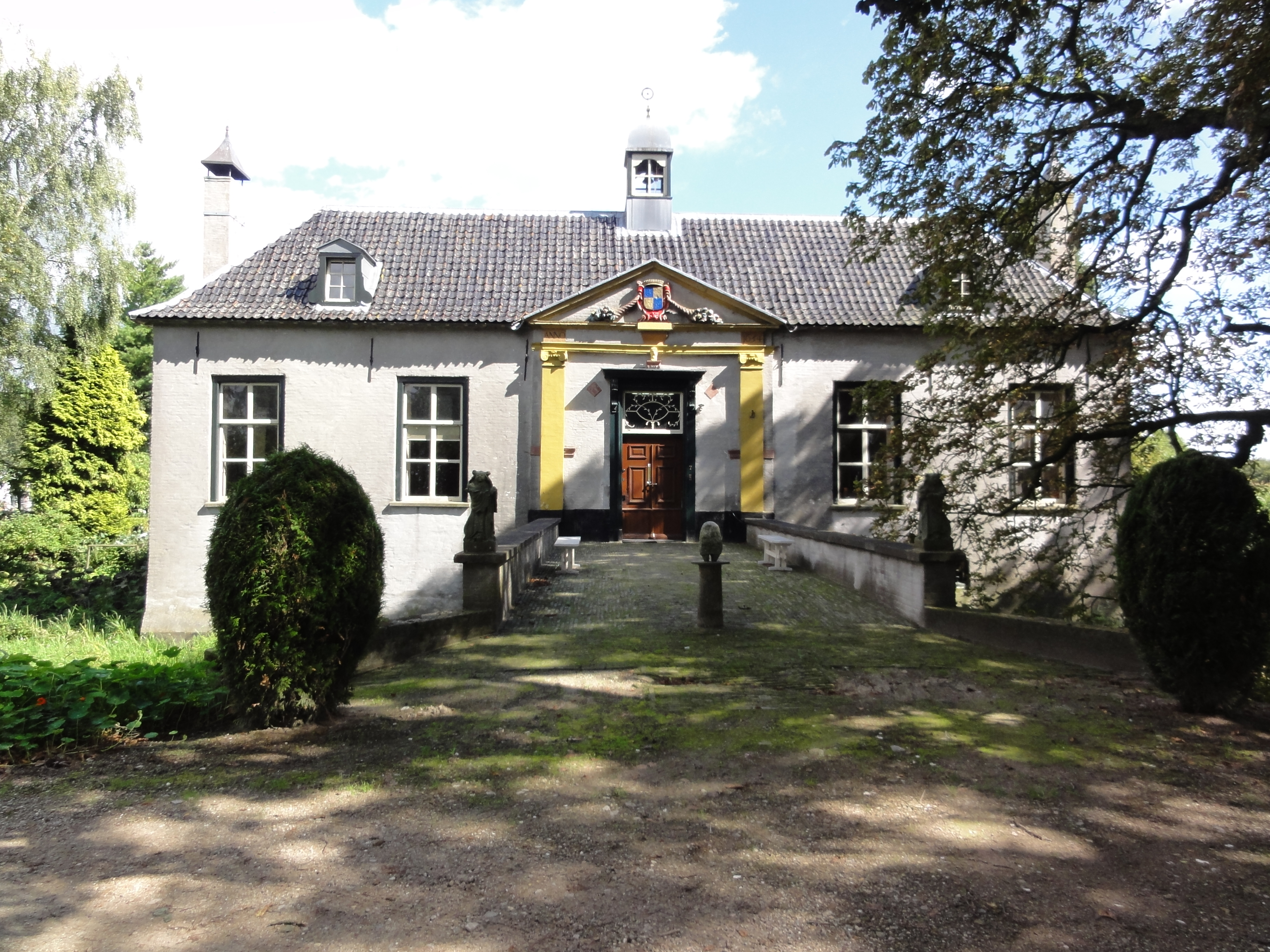
Сільський будинок
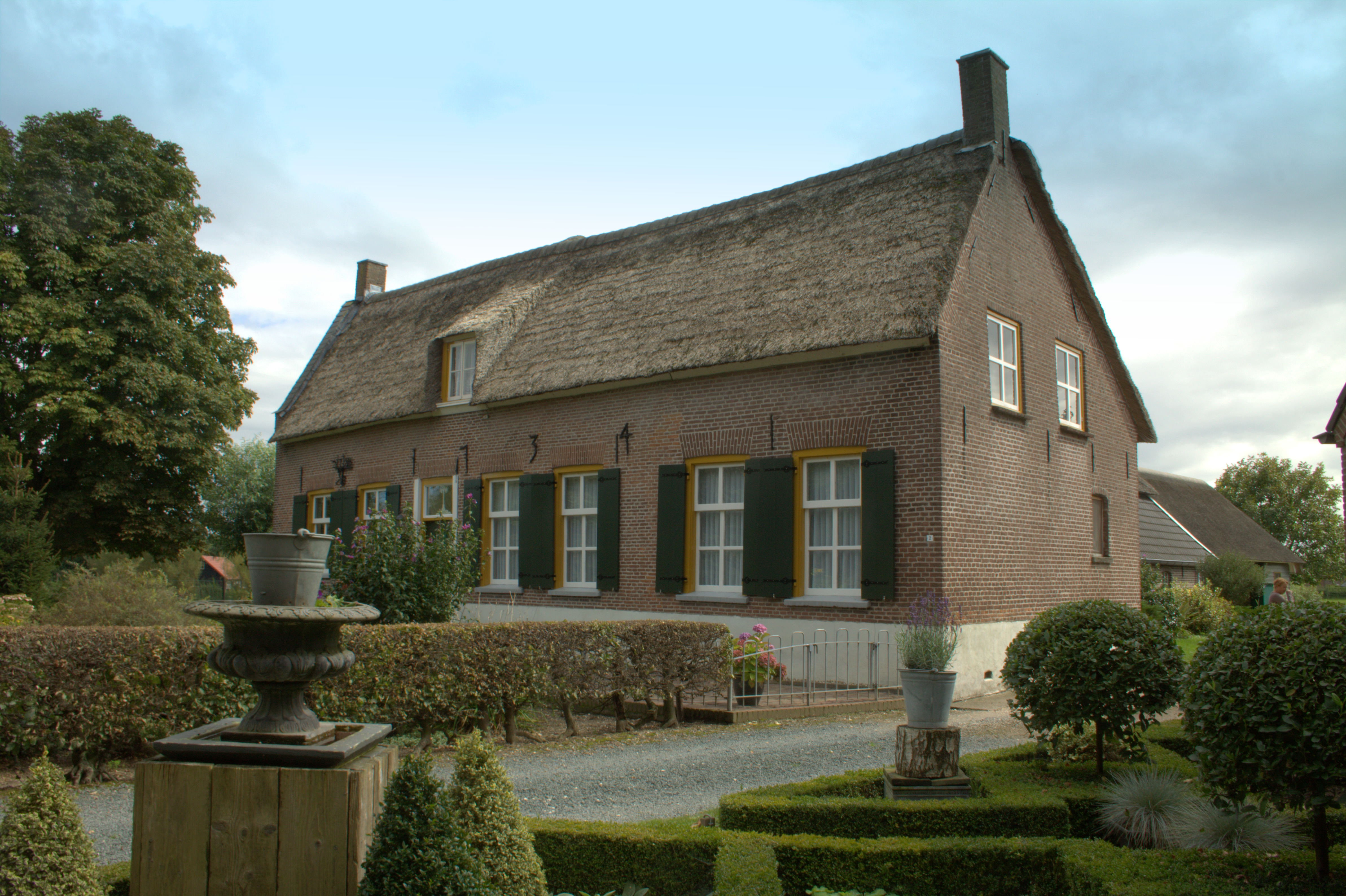
Ферма
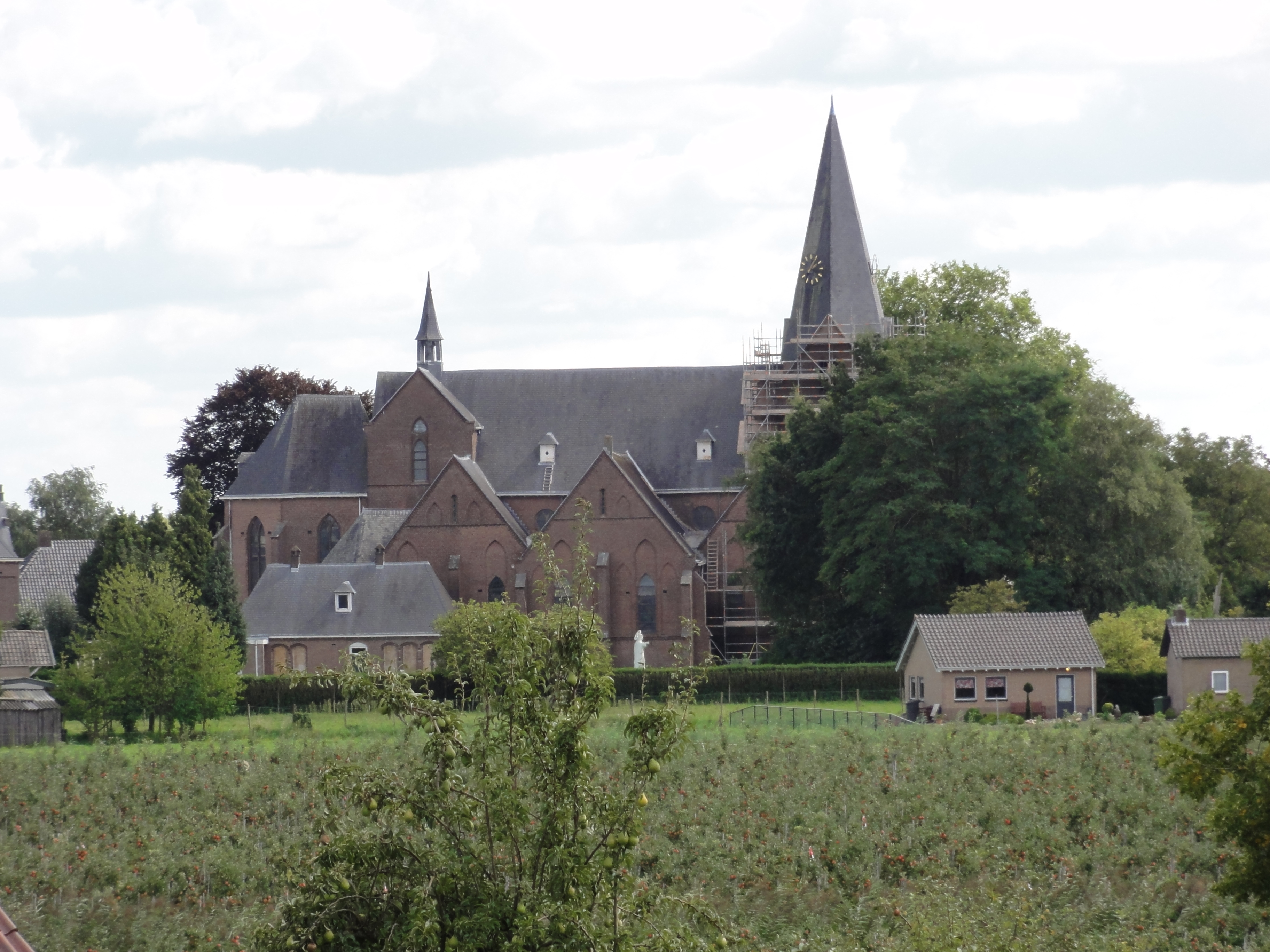
Католицька церква
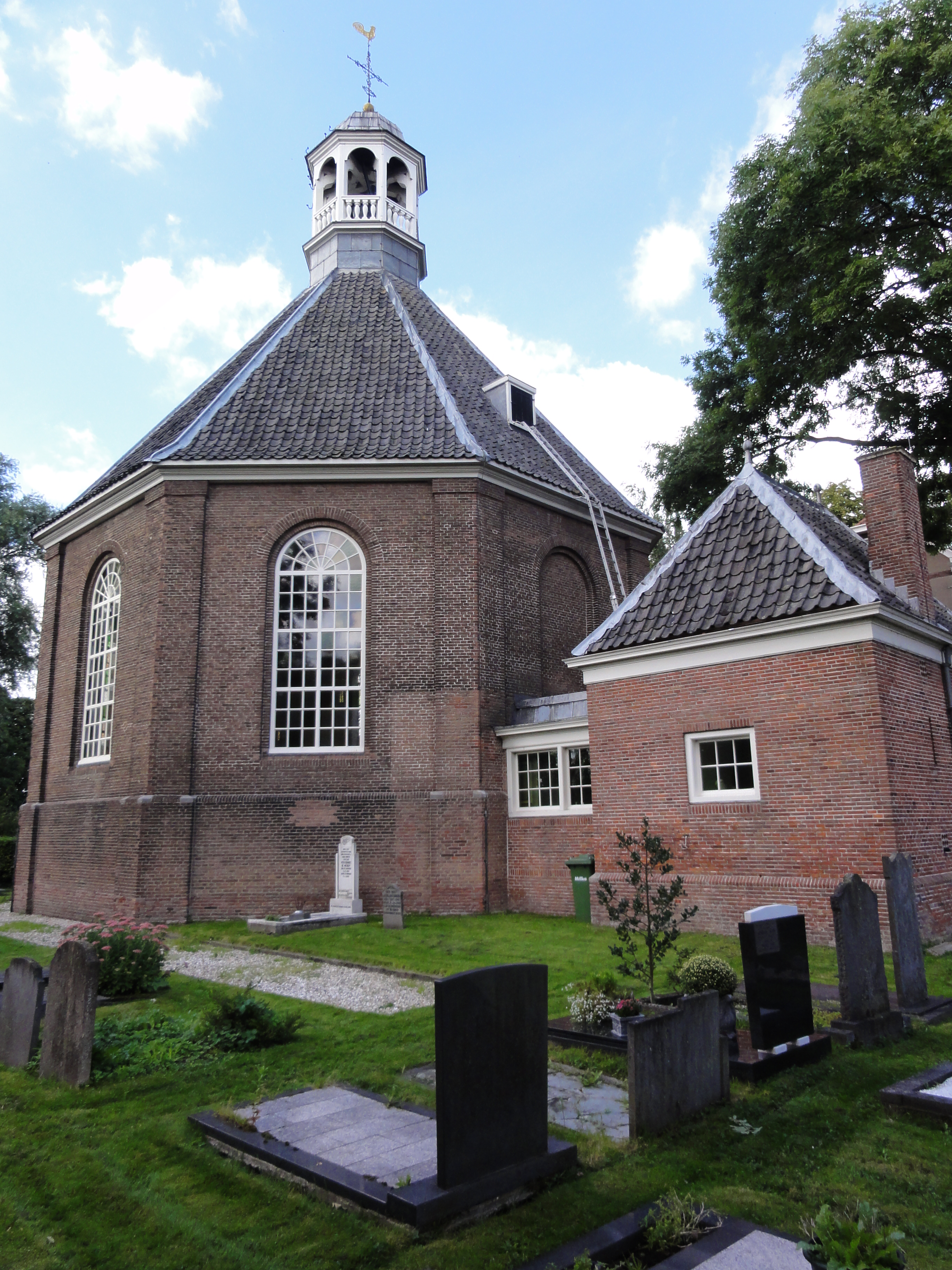
Реформістська церква